# Canon de 12 cm/45 Type 3
Le canon de 12 cm/45 Type 3 est un canon naval et de défense côtière utilisé sur les destroyers et les torpilleurs de la marine impériale japonaise pendant la Première et la Seconde Guerre mondiale.

## Design et développement
Ce canon conçu en 1895 était une variante indigène d'un modèle d'exportation d'Elswick Ordnance Company, connu sous le nom de Pattern Y. La désignation japonaise était « Type 41 ». Plus tard en 1921, ce canon fut utilisé comme base pour un canon anti-aérien à grand angle, désigné canon de 12 cm/45 Type 10. Le Type 3 fait référence au bloc de culasse Welin utilisé, celui-ci ne devant être confondu avec le dernier canon AA de 12 cm de type 3 développé par l'armée impériale japonaise en 1943. Dans le système de dénomination de l'artillerie de l'armée japonaise, « Type 3 » fait référence à l'année d'introduction, plutôt qu'au type de bloc de culasse utilisé.
Une nouvelle conception en 1922 appelée canon de 12 cm/45 Type 11 (modèle 1922) avec un canon plus court et un bloc de culasse coulissant horizontal fut utilisée sur les sous-marins et les torpilleurs. Le 12 cm / 45 était chargé manuellement et tirait un obus de 20,3 kg d'explosif, un obus d'éclairage ou après 1943 un obus anti-sous-marin.
Au-delà de son rôle à bord des navires, il fut largement employé en tant que canon de défense côtière pour les bases japonaises dans le Pacifique et était l'un des types les plus courants capturés par les forces alliées.

## Utilisation navale
- Classe Chidori
- Classe Etorofu
- Classe Hashidate
- Classe Kamikaze
- Classe Tanikaze
- Classe Minekaze
- Classe Momi
- Classe Mutsuki
- Classe Shimushu
- Classe Tsukushi
- Classe Wakatake

## Galerie de photos

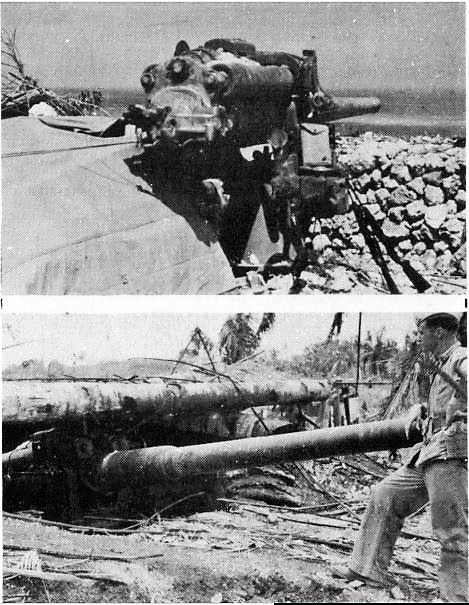
Canons de 120 mm Type 3 utilisés en tant qu'artillerie côtière.
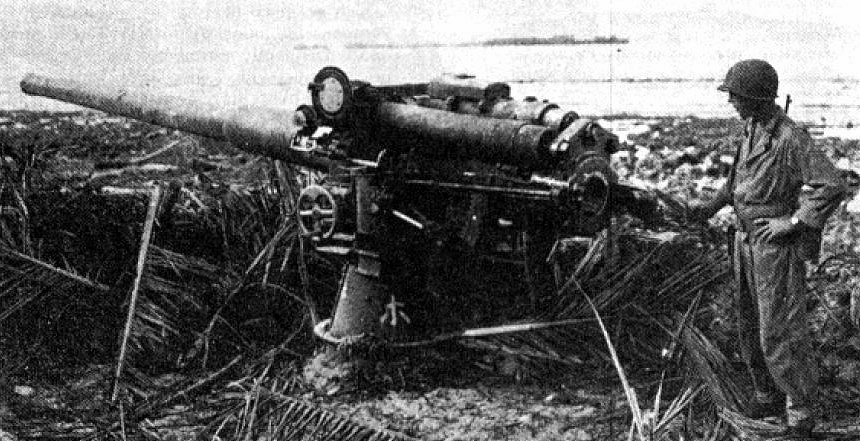
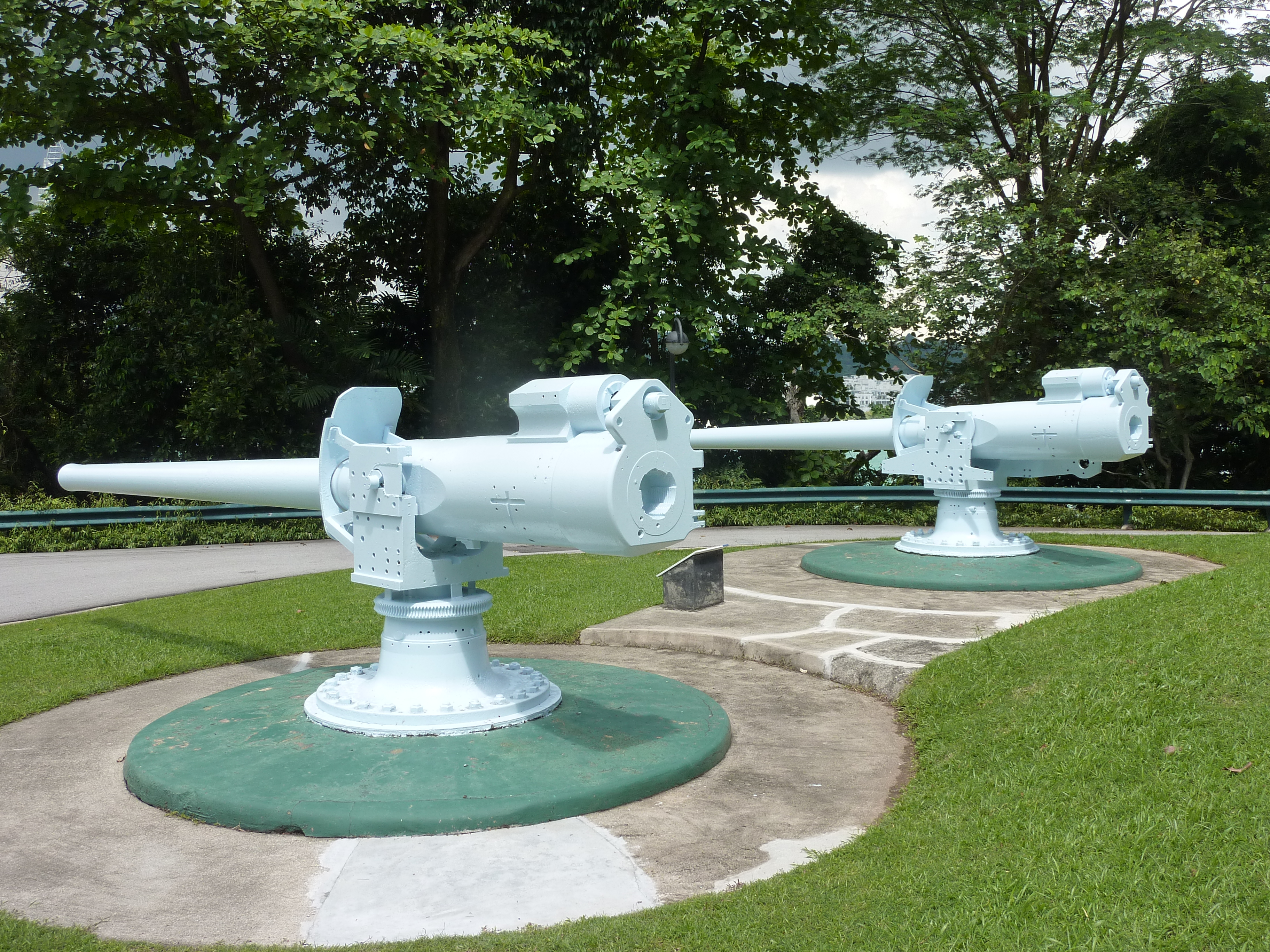
Deux canons japonais à Fort Siloso, Sentosa (Singapour).

### Armes de rôle, de performance et d'époque comparables
- Canon de marine de 4,7 pouces BL Mk I & II : équivalent britannique
- Canon de 5 pouces/51 calibres : équivalent de l'US Navy